# The Columbia Albums Collection (Blue Öyster Cult)
Albums de Blue Öyster Cult
Curse of the Hidden Mirror
The Columbia Albums Collection est un coffret de dix-sept disques, sorti aux États-Unis le 30 octobre 2012 et qui regroupe tous les albums du groupe Blue Öyster Cult parus sur le label Columbia Records entre 1973 et 1988. Ce coffret luxueux se compose de seize CD, soit les onze albums studios et les trois albums live du groupe, plus deux disques de titres rares ou inédits, et d'un DVD live.
Tous les albums de ce coffret ont été remasterisés, dont certains spécifiquement pour cette édition.

## Contenu du coffret
1. Blue Öyster Cult - Mai 1972 - remaster 2001
2. Tyranny and Mutation - mars 1973 - remaster 2001
3. Secret Treaties - avril 1974 - remaster 2001
4. On Your Feet or on Your Knees (live) - mars 1975 - remaster 2012
5. Agents of Fortune - juin 1976 - remaster 2001
6. Spectres - novembre 1977 - remaster 2001
7. Some Enchanted Evening (live) -  septembre 1978  - expanded edition remaster 2007
8. Some OTHER Enchanted Evening DVD (live) - septembre 1978
9. Mirrors - juillet 1979  - remaster 2012
10. Cultösaurus Erectus - juillet 1980 - remaster 2012
11. Fire of Unknown Origin - juillet 1981 - remaster 2012
12. Extraterrestrial Live (live) - mai 1982 - remaster 2012
13. The Revölution by Night - novembre 1983 - remaster 2012
14. Club Ninja - décembre 1985 - remaster 2012
15. Imaginos - août 1988 - remaster 2012
16. Rarities - octobre 2012
17. Radios Appear: The Best of the Broadcasts - octobre 2012